# Pandaka pygmaea
Pandaka, babka malutka (Pandaka pygmaea) – gatunek ryby z rodziny babkowatych.
Występowanie: m.in. w rzece Malabon na Filipinach, w lasach mangrowych Indonezji, a także na wyspach Sulawesi, Bali i Singapur.
Jest jednym z najmniejszych kręgowców na świecie. Dorosły samiec tego gatunku ma średnio tylko 0,9-1,1 cm długości, a samica 1,5 cm.